# Dasbloghaus.tv
Dasbloghaus.tv is een Duitse jeugdserie over een groep jongeren die samen een weblog aanmaken. Het eerste seizoen telt 26 afleveringen en werd van 22 maart t.e.m. 22 mei 2010 uitgezonden op de televisiezender KI.KA. In 2011 volgde het tweede seizoen, dat uit 13 episodes bestond. In Vlaanderen werd de serie van 24 december 2012 t.e.m. 30 maart 2013 voor het eerst uitgezonden op de jongerenzender OP12.

## Concept
dasbloghaus.tv gaat over een groep jonge mensen die samen een populaire weblog onderhouden. Ze komen dagelijks samen om nieuwe berichten te schrijven en dit brengt soms problemen met zich mee. Hun ontmoetingsplaats is een klein badhuis aan het Bodenmeer, het zogenaamde Bloghaus. Naast blogartikels schrijven, doen ze daar ook andere dingen, zoals samen muziek maken, bootraces, volleybal- of hiphoptoernooien organiseren of feestjes bouwen. Ook andere thema's zoals cyberpesten of de eerste liefde komen aan bod.

## Opnames
Het eerste seizoen werd opgenomen van 13 mei t/m 1 oktober 2009, het tweede van juli t/m september 2010. Beide seizoenen werden opgenomen in Lindau, Wasserburg en Langenargen, alle drie gelegen aan het Bodenmeer. Het opvallende badhuis op houten palen ligt op privaat terrein nabij de badplaats Lindenhof bij Wasserburg. Het ziekenhuis dat in de serie voorkomt, is de Asklepios-Klinik in Lindau. Ook in de jachthaven van Kressbronn werd er gefilmd. De serie werd geproduceerd door Saxonia Media GmbH, met medewerking van de publieke omroepen BR, SWR, MDR en KI.KA. De regie was in handen van Peter Wekwerth, Pawel Reinhardt stond in voor de productie.

## Rolverdeling
| Acteur/actrice       | Personage           | Periode   |
| -------------------- | ------------------- | --------- |
| Kathrin Annika Meier | Kaja Meyer          | 2010-2011 |
| Tizian Erckens       | Roland Tudenhofer   | 2010-2011 |
| Mark Filatov         | Alexander Luganow   | 2010-2011 |
| Silvan Frick         | Klemens Buttgereit  | 2010-2011 |
| Marian Hawlik        | Kuzey Schumann      | 2010-2011 |
| Robert Herrmanns     | Emanuel Wagenfeld   | 2010-2011 |
| Bigna Körner         | Heidi Tudenhofer    | 2010-2011 |
| Maja Lehrer          | Leonie Bussmann     | 2010-2011 |
| Jasmin Rischar       | Susanne Lindemann   | 2010-2011 |
| Linda Schneider      | Elisabeth Meyer     | 2010-2011 |
| Carla Schwaderer     | Sofie Lindemann     | 2010-2011 |
| Martin Umbach        | Franz Wagenfeld     | 2010-2011 |
| Reno Eckstein        | Gerry Bussmann      | 2010      |
| Günter Junghans      | Friedrich Lindemann | 2010      |
| Berivan Kaya         | Layla Schumann      | 2010      |
| Dino Nolting         | Peter Schumann      | 2010      |
| Klaus Stiglmeier     | Herr Böhm           | 2010      |
| Anna Tinius          | Ingrid Meyer        | 2010      |
| Florian Walter       | Reinhold Tudenhofer | 2010      |
| Jörg Witte           | Herr Buttgereit     | 2010      |
| Daniele Zucal        | Andreas Meyer       | 2010      |
| Remo Schulze         | Jakob Röser         | 2011      |

## Afleveringen
|  | #  | Seizoen | Titel                   | Eerste uitzending Duitsland | Eerste uitzending Vlaanderen |
|  | -- | ------- | ----------------------- | --------------------------- | ---------------------------- |
|  | 1  | 1       | Eine Clique geht online | 22 maart 2010               | 24 december 2012             |
|  | 2  | 1       | Der Neue macht Stress   | 23 maart 2010               | 25 december 2012             |
|  | 3  | 1       | Ein Foto bringt Ärger   | 24 maart 2010               | 26 december 2012             |
|  | 4  | 1       | Das verkorkste Date     | 25 maart 2010               | 27 december 2012             |
|  | 5  | 1       | Liebe macht blind       | 3 april 2010                | 28 december 2012             |
|  | 6  | 1       | Eine Nanny für Mama     | 4 april 2010                | 29 december 2012             |
|  | 7  | 1       | Pleiten, Pech und Party | 4 april 2010                | 30 december 2012             |
|  | 8  | 1       | Ein Rennen um die Ehre  | 10 april 2010               | 31 december 2012             |
|  | 9  | 1       | Ein mieser Deal         | 11 april 2010               | 1 januari 2013               |
|  | 10 | 1       | Ein Typ zum Knutschen   | 11 april 2010               | 2 januari 2013               |
|  | 11 | 1       | Die Hütte brennt        | 17 april 2010               | 3 januari 2013               |
|  | 12 | 1       | Der Neue tickt anders   | 18 april 2010               | 4 januari 2013               |
|  | 13 | 1       | Ins Herz getroffen      | 18 april 2010               | 5 januari 2013               |
|  | 14 | 1       | Falscher Ruhm           | 24 april 2010               | 6 januari 2013               |
|  | 15 | 1       | Mobbing online          | 25 april 2010               | 7 januari 2013               |
|  | 16 | 1       | Pirat im Netz           | 25 april 2010               | 11 januari 2013              |
|  | 17 | 1       | V.I.P.-Alarm            | 1 mei 2010                  | 14 januari 2013              |
|  | 18 | 1       | E-Mail für Lisa         | 2 mei 2010                  | 18 januari 2013              |
|  | 19 | 1       | Endlich küssen          | 2 mei 2010                  | 21 januari 2013              |
|  | 20 | 1       | Volles Risiko           | 8 mei 2010                  | 25 januari 2013              |

|  | #  | Seizoen | Titel                   | Eerste uitzending Duitsland | Eerste uitzending Vlaanderen |
|  | -- | ------- | ----------------------- | --------------------------- | ---------------------------- |
|  | 21 | 1       | Kein Platz im Herz      | 9 mei 2010                  | 28 januari 2013              |
|  | 22 | 1       | Dream-Girl aus Amerika  | 9 mei 2010                  | 1 februari 2013              |
|  | 23 | 1       | Clique kaputt?          | 15 mei 2010                 | 4 februari 2013              |
|  | 24 | 1       | Big Party               | 16 mei 2010                 | 8 februari 2013              |
|  | 25 | 1       | Verbotene Liebe         | 16 mei 2010                 | 11 februari 2013             |
|  | 26 | 1       | Die große Reise         | 22 mei 2010                 | 15 februari 2013             |
|  | 27 | 2       | Ganz schön fremd        | 29 maart 2011               | 18 februari 2013             |
|  | 28 | 2       | Küssen verboten         | 29 maart 2011               | 22 februari 2013             |
|  | 29 | 2       | Eifersucht              | 30 maart 2011               | 25 februari 2013             |
|  | 30 | 2       | Sturmfrei               | 30 maart 2011               | 1 maart 2013                 |
|  | 31 | 2       | Rettet den Blog         | 31 maart 2011               | 4 maart 2013                 |
|  | 32 | 2       | Der Unfall              | 31 maart 2011               | 8 maart 2013                 |
|  | 33 | 2       | Plötzlich Verantwortung | 4 april 2011                | 11 maart 2013                |
|  | 34 | 2       | Ende einer Freundschaft | 4 april 2011                | 15 maart 2013                |
|  | 35 | 2       | Auszeit                 | 5 april 2011                | 18 maart 2013                |
|  | 36 | 2       | Endlich entspannt       | 5 april 2011                | 22 maart 2013                |
|  | 37 | 2       | Graffiti for Love       | 6 april 2011                | 25 maart 2013                |
|  | 38 | 2       | Das erste Mal           | 6 april 2011                | 29 maart 2013                |
|  | 39 | 2       | Endlich 18              | 7 april 2011                | 30 maart 2013                |